# Thomas Brdarić
Thomas Brdarić (Nürtingen, 23. siječnja 1975.) bivši je njemački nogometaš hrvatskog podrijetla. Karijeru je započeo u Stuttgartu. Nakon toga je igrao za Fortunu Düsseldorf i Fortunu Köln. Godine 1999. vratio se u bundesligu kada je postao nogometaš Bayera Leverkusen. U sezoni 2003/04 bio je na posudbi u Hannoveru 96. Nakon toga nastupao je za VfL Wolfsburg. Godine 2005. vratio se u Hannover 96.